# Zeuxine
Lan du xuyên hay lan tuyến trụ (danh pháp: Zeuxine) là một chi bao gồm khoảng 75-80 loài lan trong phân họ Orchidoideae. Các loài trong chi này hầu hết là địa lan, sống trong môi trường đất cỏ ẩm ướt. Ở Ấn Độ có khoảng 11 loài (Hooker, 1894).

## Mô tả
Du xuyên là địa lan phụ thuộc vào nấm rễ cộng sinh. Chúng thường trải qua một chu kỳ tiềm sinh sau khi ra hoa. Hoa có 2 khối phấn dạng hột phân chia sâu theo chiều dọc và 2 đầu nhụy.

## Phân bố
Các loài trong chi này phân bố trong khu vực từ vùng nhiệt đới châu Phi và miền nam châu Phi, qua vùng nhiệt đới và cận nhiệt đới châu Á, tới New Guinea, đông bắc Australia và các đảo tây nam Thái Bình Dương.

## Các loài
| - Zeuxine affinis (Lindl.) Benth. ex Hook.f., 1890. - Zeuxine africana Rchb.f., 1867. - Zeuxine agyokuana Fukuy.,1934. - Zeuxine amboinensis (J.J.Sm.) J.J.Sm., 1904. - Zeuxine andamanica King & Pantl., 1897. - Zeuxine assamica I.Barua & K.Barua, 1997. - Zeuxine ballii P.J.Cribb, 1977. - Zeuxine bidupensis Aver., 2006. - Zeuxine bifalcifera J.J.Sm., 1928. - Zeuxine blatteri C.E.C.Fisch., 1928. - Zeuxine bougainvilleana Ormerod, 2002. - Zeuxine clandestina Blume, 1858. - Zeuxine cordata (Lindl.) Ormerod, 2002. - Zeuxine curvata Schltr.,1922. - Zeuxine dhanikariana Maina, Lalitha & Sreek., 2001. - Zeuxine diversifolia Ormerod, 2002. - Zeuxine elatior Schltr., 1911. - Zeuxine elmeri (Ames) Ames, 1938. - Zeuxine elongata Rolfe, 1891. - Zeuxine erimae Schltr. in K.M.Schumann & C.A.G.Lauterbach, 1905. - Zeuxine exilis Ridl., 1906. - Zeuxine flava (Wall. ex Lindl.) Trimen, 1885. - Zeuxine fritzii Schltr., 1915. - Zeuxine gengmanensis (K.Y.Lang) Ormerod, 2002. - Zeuxine gilgiana Kraenzl. & Schltr. 1906. - Zeuxine glandulosa King & Pantl., 1898. - Zeuxine goodyeroides Lindl., 1840. | - Zeuxine gracilis (Breda) Blume, 1858. - Zeuxine grandis Seidenf., 1978. - Zeuxine hahensis J.J.Sm., 1927. - Zeuxine integrilabella C.S.Leou, 1994. - Zeuxine kantokeiensis Tatew. & Masam.,1932. - Zeuxine kutaiensis J.J.Sm., 1931. - Zeuxine lancifolia (Ames) Ormerod, 1998. - Zeuxine leucoptera Schltr., 1911. - Zeuxine leytensis (Ames) Ames, 1938. - Zeuxine lindleyana T.Cooke, 1988. - Zeuxine longilabris (Lindl.) Trimen, 1885. - Zeuxine lunulata P.J.Cribb & J.Bowden, 1979. - Zeuxine macrorhyncha Schltr., 1921. - Zeuxine madagascariensis Schltr., 1913. - Zeuxine marivelensis (Ames) Ames, 1938. - Zeuxine membranacea Lindl., 1840. - Zeuxine mindanaensis (Ames) Ormerod,2004. - Zeuxine montana Schltr. in K.M.Schumann & C.A.G.Lauterbach, 1905. - Zeuxine nervosa (Wall. ex Lindl.) Benth. ex Trimen, 1885. - Zeuxine niijimai Tatew. & Masam., 1932. - Zeuxine oblonga R.S.Rogers & C.T.White, 1920. - Zeuxine odorata Fukuy., 1936. - Zeuxine ovata (Gaudich.) Garay & W.Kittr., 1985. - Zeuxine palawensis Tuyama, 1939. - Zeuxine palustris Ridl.,1910. - Zeuxine pantlingii Av.Bhattacharjee & H.J.Chowdhery, 2006. | - Zeuxine papillosa Carr, 1935. - Zeuxine parvifolia (Ridl.) Seidenf., 1978. - Zeuxine petakensis J.J.Sm., 1931. - Zeuxine philippinensis (Ames) Ames, 1938. - Zeuxine plantaginea (Rchb.f.) Benth. & Hook.f. ex Drake, 1892. - Zeuxine polygonoides (F.Muell.) P.J.Cribb. - Zeuxine pulchra King & Pantl., 1896. - Zeuxine purpurascens Blume, 1858. - Zeuxine reflexa King & Pantl., 1898. - Zeuxine regia (Lindl.) Trimen, 1885. - Zeuxine reginasilvae Ormerod, 2005. - Zeuxine rolfiana King & Pantl., J. Asiat. Soc. Bengal, 1897. - Zeuxine rupestris Ridl., 1870. - Zeuxine samoensis Schltr., B1906. - Zeuxine seidenfadenii Deva & H.B.Naithani, 1986. - Zeuxine stammleri Schltr., 1906. - Zeuxine stenophylla (Rchb.f.) Benth. & Hook.f. ex Drake, 1892. - Zeuxine strateumatica (L.) Schltr., 1911. - Zeuxine tjiampeana J.J.Sm., 1910. - Zeuxine triangula J.J.Sm.,1928. - Zeuxine violascens Ridl., 1907. - Zeuxine viridiflora (J.J.Sm.) Schltr., 1906. - Zeuxine viridiflora var. latifolia J.J.Sm., 1926. - Zeuxine viridiflora var. viridiflora. - Zeuxine weberi (Ames) Ames, 1938. - Zeuxine wenzelii (Ames) Ormerod, 2004. |